# Fisk University
Fisk University är ett privat, historiskt svart universitet i Nashville, Tennessee, USA. Universitetet grundades 1866 för svarta studenter av den amerikanske affärsmannen Clinton Bowen Fisk.

## Kända studenter

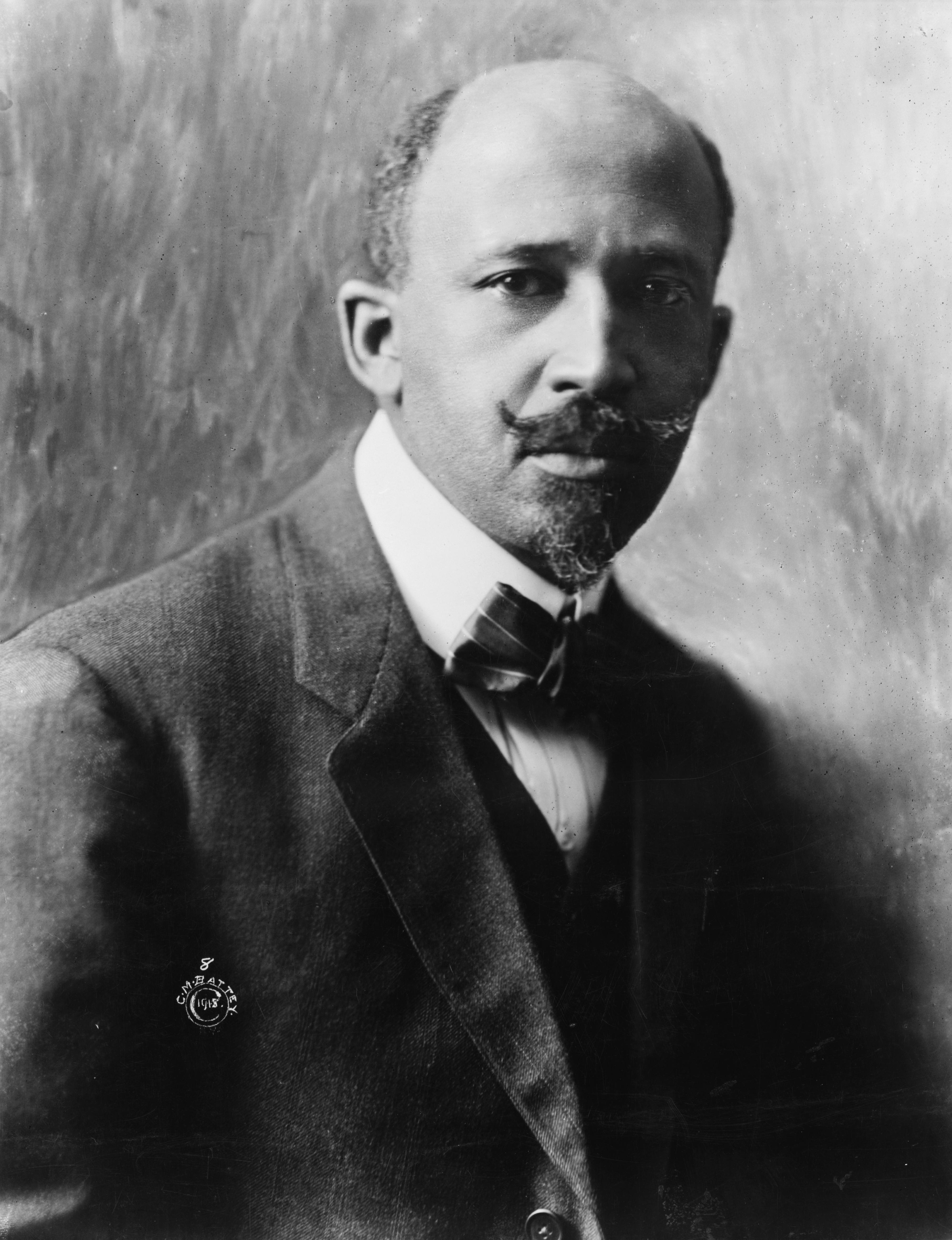
W.E.B. DuBois
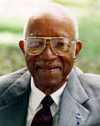
John Hope Franklin
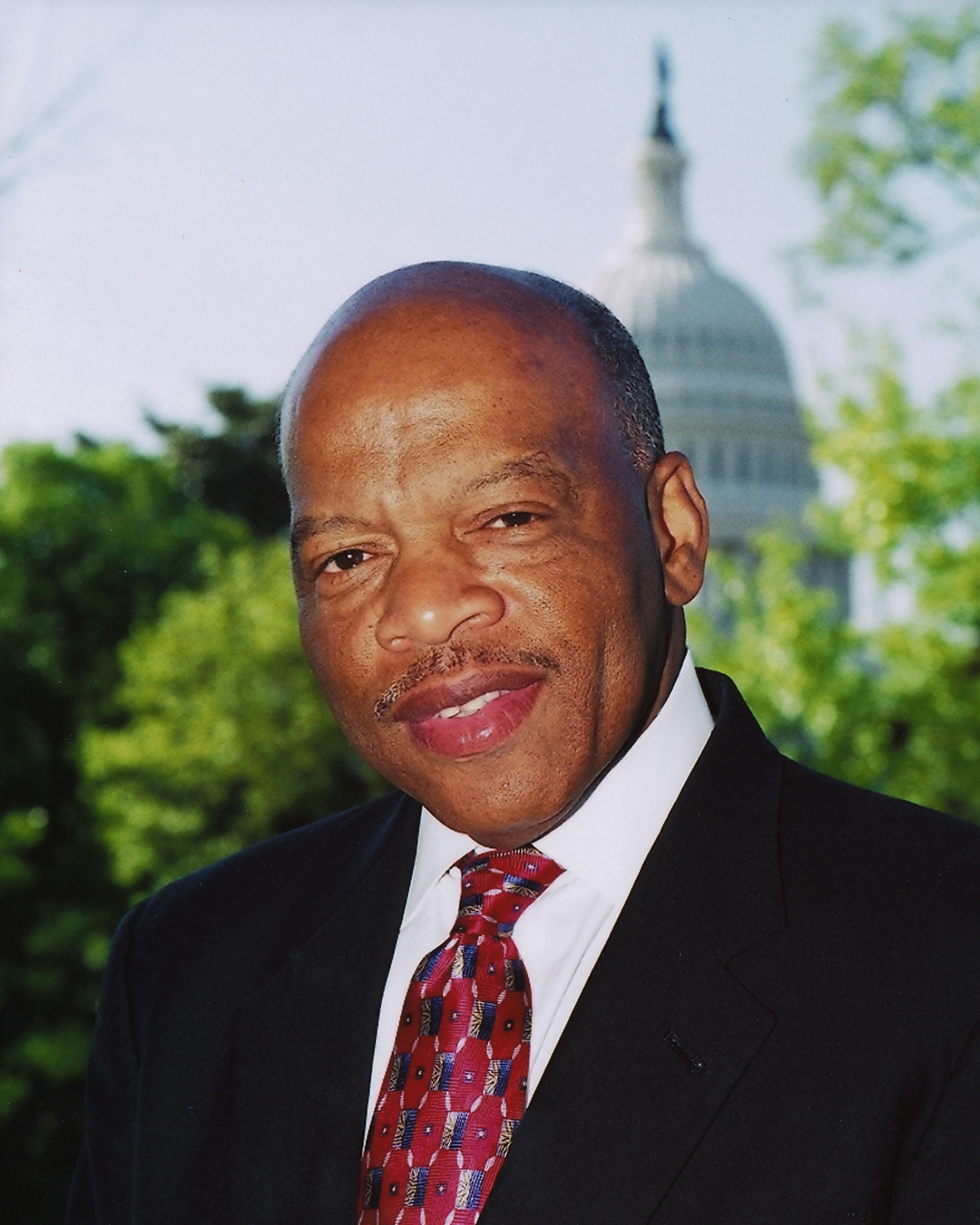
John Lewis
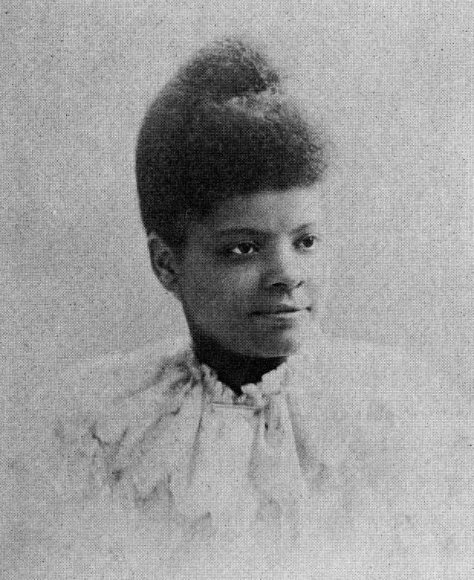
Ida B. Wells

- Lillian Hardin Armstrong
- Baker Motley
- Marion Barry
- Mary Frances Berry
- Joyce Bolden
- Elmo Brady
- Cora Brown
- Hortense Canady
- Alfred O. Coffin
- Johnnetta B. Cole
- William L. Dawson (politiker)
- Charles Diggs
- W. E. B. Du Bois
- Etta Zuber Falconer
- John Hope Franklin
- Victor O. Frazer
- Nikki Giovanni
- Louis George Gregory
- Alcee Hastings
- Roland Hayes
- Perry Wilbon Howard
- Elmer Imes (fysiker)
- Robert James
- Judith Jamison
- Ted Jarrett
- Dr. Charles Jeter
- Lewis Wade Jones
- Ella Mae Johnson
- Percy Lavon Julian
- Matthew Knowles
- Julius Lester
- David Levering Lewis
- John Lewis (politiker)
- Jimmie Lunceford
- E.M. Lysonge
- Wade H. McCree
- Leslie Meek
- Ronald E. Mickens
- Undine Smith Moore
- Diane Nash
- Rachel B. Noel
- Hazel R. O'Leary
- Anita Ponder
- Alma Powell
- Kay George Roberts
- Bradley T Sheares
- Martha Lynn Sherrod
- Ron Walters
- Ida B. Wells
- Charles H. Wesley
- Yetta Young
- Kym Whitley